# Anse-à-Foleur
Anse-à-Foleur (en criollo haitiano Ansafolè) es una comuna de Haití, que está situada en el distrito de Saint-Louis-du-Nord, del departamento de Noroeste.

## Historia
Pasó a ser comuna en 1885.

## Secciones
Está formado por las secciones de:
- Bas de Sainte Anne
- Mayance
- Côtes de Fer (que abarca la villa de Anse-à-Foleur)

## Demografía
| Gráfica de evolución demográfica de Anse-à-Foleur entre 2009 y 2015 |
|                                                                     |

Los datos demográficos contemplados en este gráfico de la comuna de Anse-à-Foleur son estimaciones que se han cogido de 2009 a 2015 de la página del Instituto Haitiano de Estadística e Informática (IHSI). 